# Adler Typ 10

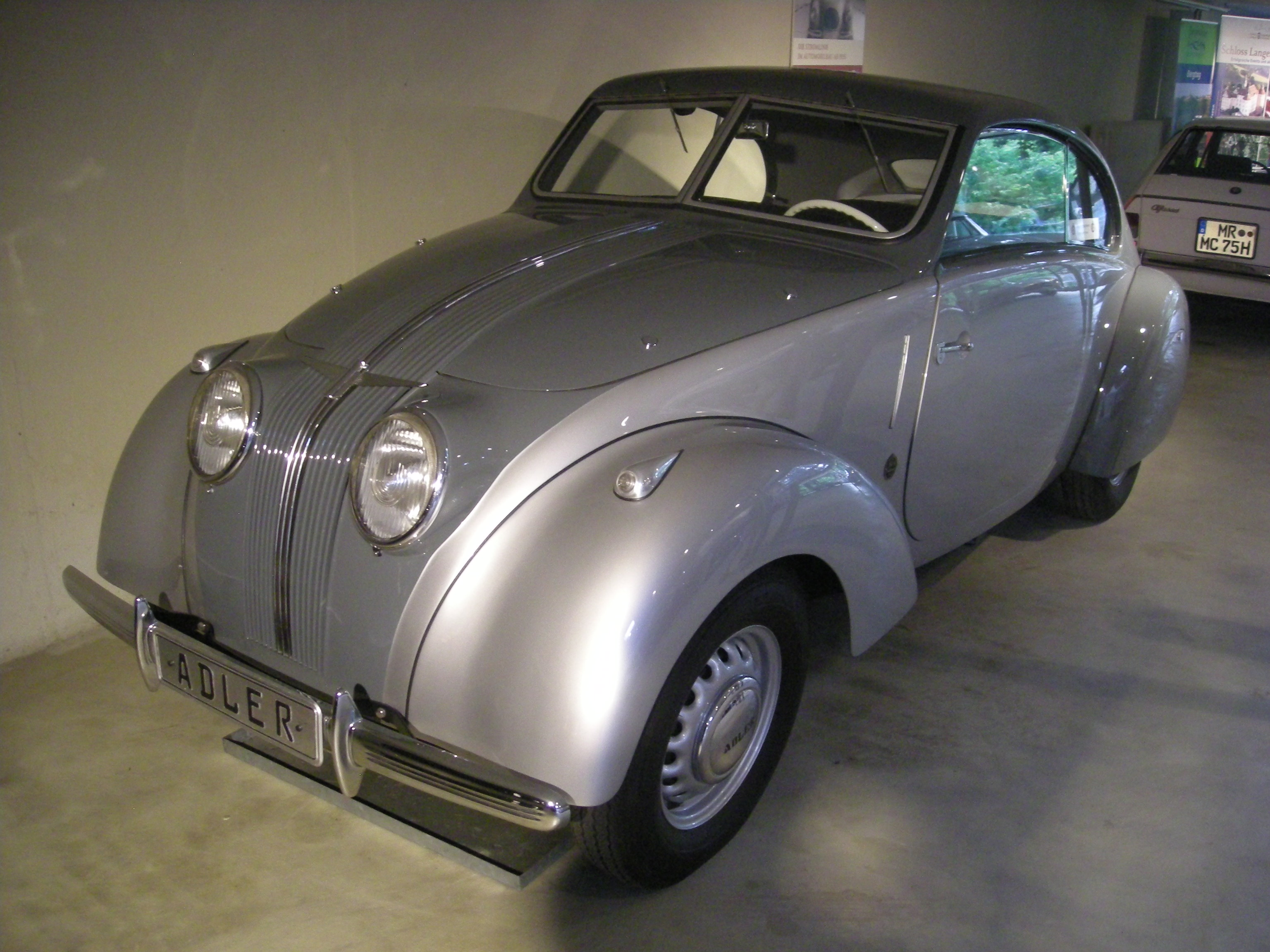
Adler Typ 10

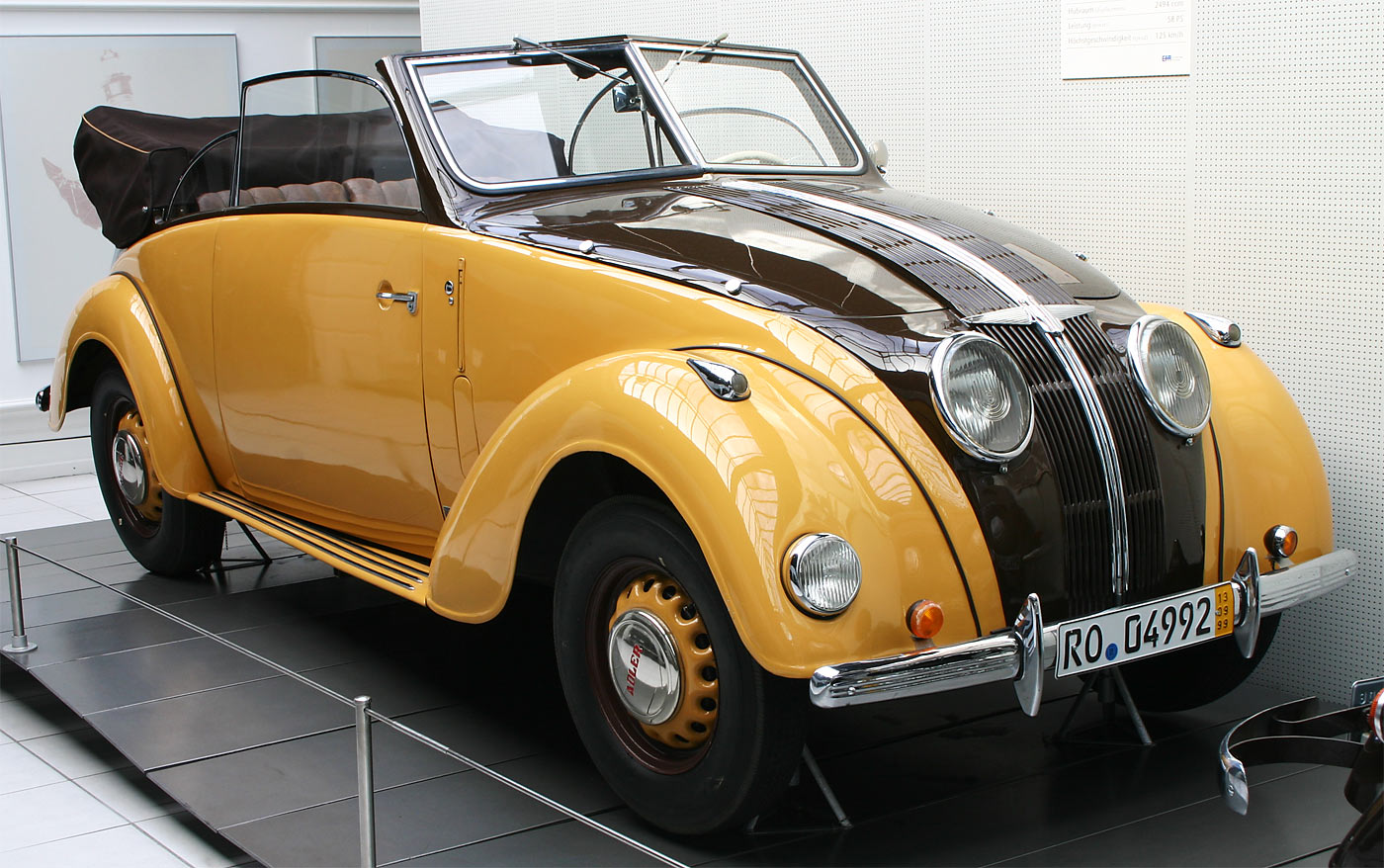
Adler Typ 10 Кабріолет

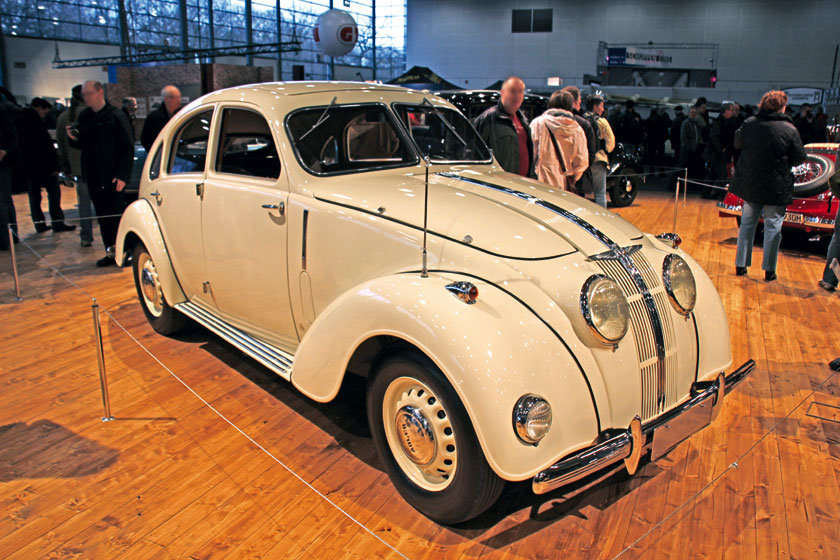
Adler Typ 10. 1938

Adler Typ 10 (Adler 2.5L) модель 1930-х років німецької компанії Adler з аеродинамічним кузовом. Модель дебютувала на новозбудованих автобанах, через що її стали звати "орлом автобану" (нім. Autobahnadler).

## Історія
Карл Єншке (нім. Karl Jenschke) до листопаду 1935 був старшим інженером компанії Steyr-Daimler-Puch AG, де займався розробкою автомобіля Тип 50 ("Steyr-Baby") з обтічною формою кузова. У компанії Adler він став головним конструктором і розпочав проектування авто на заміну моделі Adler Diplomat. Коефіцієнт лобового опору кузова становив 0,36. Модель презентували на 27 Міжнародному автосалоні в Берліні на початку 1937 р.
На модель встановлювали 6-циліндровий рядний мотор об'ємом 2494 см³ з верхнім розміщенням розподільчого валу. Складовою частиною шасі (рами) була підлога салону, що дозволяло збільшити його простір при низькому розміщенні відносно дороги. До рами приварювали металевий кузов. Кузов типу 4-дверний седан виготовляла компанія Ambi-Budd, а 2- і 4-місні кабріолет фірма Karmann. Кузов седан мав великий люк майже на всю ширину даху і на 2/3 задніх дверей. При модернізації кузова 1939 розмір люка зменшили, покращили доступ до запасного колеса, змінили вигляд панелі приладів та встановили додаткові фари на крилах (згодом залишили одну). Всі колеса мали гідравлічні амортизатори і гідравлічні барабанні гальма.
На її базі 1938 почали випуск моделі Adler 2,5 Liter Sport із збільшеним ступенем компресії (1 : 7,25 замість старої 1 : 6,25). Для цього замість старих карбюраторів Solex встановили три нові, що дозволило підняти потужність до 80 к.с.
Серійне виробництво розпочалось з листопада 1937 і за три роки виготовили 5750 машин за ціною 5750 марок за седан-лімузин. Кабріолет був дорожчим на 100 марок і більше, а Adler 2,5 Liter Sport вартував 8750 марок. Для прикладу лідер продажів Mercedes-Benz 230 коштував 5875 марок (седан) - 9300 марок (кабріолет).

### Технічні дані Adler Typ 10
|                    |                                                                                       |
| Розміри            | Параметри                                                                             |
| Роки випуску:      | 1934-1938                                                                             |
| Колісна база:      | 2800 мм                                                                               |
| Довжина:           | 4635 мм, 4680 мм(Sport)                                                               |
| Ширина             | 1740 мм                                                                               |
| Висота             | 1650 мм, 1500 мм (Sport)                                                              |
| Виготовлено:       |                                                                                       |
| Маса порожнього:   | - Adler Typ 10 - 1310–1400 кг - Adler Typ 10 Sport - 1250 кг                          |
| Маса повна:        | - Adler Typ 10 - 1780–1870 кг - Adler Typ 10 Sport - 1650 кг                          |
| Мотор              | 6-циліндровий, рядний, верхньоклапанний, карбюратори Solex                            |
| Потужність мотора: | - Adler Typ 10 - 58 к.с. при 3800 об/хв - Adler Typ 10 Sport - 80 к.с. при 4200 об/хв |
| Об'єм мотора       | 2494 см³, 71мм×105мм                                                                  |
| Трансмісія:        | КП SG 5-7 -ступінчаста механічна з швидкісним перемикачем                             |
| Швидкість:         | - Adler Typ - 125 км/год - Adler Typ - 10 Sport 150 км/год.                           |
| Витрата пального:  | 13,5 (15) л на 100 км                                                                 |
| Бензобак:          | 135 л                                                                                 |